# Mikael Erlandsson
Mikael Erlandsson, född 1963 i Göteborg, är en svensk sångare, kompositör, keyboardist och före detta trummis.
Erlandsson har spelat in soloalbum som släppts i både Europa och Japan. Tillsammans med gruppen N'Gang medverkade han i Melodifestivalen 1990 och slutade på femte plats. År 2003 återkom han till tävlingen som solosångare med bidraget "Tills jag mötte dig", som inte tog sig vidare från semifinalen. 2002 startade han bandet Last Autumn's Dream vilka givit ut flera album internationellt. 2006 började han som sångare i Secret Service. 2016 släppte han soloalbumet Universe exklusivt för Spotify. 2018 bildade han bandet Autumn’s Child som släppt 4 album hittills. Nyaste soloalbumet som är en fortsättning på hans första - The 1 släpps 2025 och har titeln - The Second 1.  

## Diskografi

### Som soloartist
- 1994 - The 1
- 1995 - Under The Sun
- 1997 - Unfamiliar
- 1999 - The Best of
- 1999 - Tears Of Heart
- 2003 - The Gift
- 2016 - Universe
- 2019 - Capricorn six
- 2025 - The Second 1

Med Autumn's Child
- 2020 - Autumn’s Child
- 2022 - Zenith
- 2023 - Starflower
- 2024 - Tellus Timeline

### Med Last Autumn's Dream
- 2002 - s/t
- 2005 - II
- 2006 - Winter In Paradise
- 2007 - Saturn Skyline
- 2007 - Impressions: The Very Best Of LAD (Japanese market)
- 2007 - Hunting Shadows
- 2008 - Live In Germany 2007
- 2008 - Impressions: The Very Best Of LAD (German market)
- 2009 - Dreamcatcher
- 2010 - A Touch Of Heaven
- 2011 - Yes
- 2011 - Nine Lives
- 2012 - Ten Tangerine Tales
- 2014 - Level Eleven
- 2016 - Paintings
- 2017 - In Disguise
- 2018 - Fourteen
- 2019 - Secret Treasures

### Samarbeten
- 1999 - Sayit - Sayit
- 2001 - Sahara - Sahara
- 2001 - Prisoner - II
- 2003 - Tommy Denander's Radioactive - Yeah!
- 2005 - Heartbreak Radio - Heartbreak Radio
- 2005 - Tommy Denander's Radioactive - Taken
- 2005 - Northern Light - Northern Light
- 2006 - Surround - Varje steg du tar
- 2010 - Shining Line - Shining Line
- 2010 - Tom Galley’s Phenomena - Blind Faith